# Estanque del Palacio de Cristal
El estanque del Palacio de Cristal del Parque del Retiro de Madrid es un lago artificial que fue construido a la vez que el Palacio de Cristal del Retiro, que hacía las funciones de invernadero. Tiene contorno irregular y formas redondeadas. Es parte del Paisaje de la Luz, un paisaje cultural declarado Patrimonio de la Humanidad el 25 de julio de 2021.

## Descripción
La superficie del estanque es de 2.900 m2 y su volumen de 3.480 m3. El surtidor que se encuentra en el centro del estanque alcanza una altura de 17 m.
Al pie del Palacio de Cristal existe una escalera que se sumerge dentro del estanque. En él se pueden encontrar varios ejemplares de plantas de la especie taxodium distichum, conocidos como cipreses de los pantanos, cuya principal característica es que parte de su tronco y de sus raíces están bajo el agua.
El estanque está rodeado de castaños de Indias y también tiene una cascada artificial y una gruta.

### Otros elementos
En uno de los laterales del estanque se encuentran tres dados de hormigón del escultor Agustín Ibarrola, que quedaron en ese lugar tras una exposición temporal.

## Historia
El Palacio de Cristal y su estanque fueron construidos en 1887 a instancias del Ministerio de Fomento por el arquitecto Ricardo Velázquez Bosco, con motivo de la Exposición General de las Islas Filipinas, celebrada ese mismo año e inaugurada el 30 de junio. Esta exposición pretendía mostrar a los madrileños la exótica vida cotidiana de aquellas islas, que por entonces seguían siendo colonia española. Acabada la exposición, el Gobierno decidió conservar tanto el palacio como el estanque.
Como se describía en el catálogo original de la Exposición General de las Islas Filipinas, frente a los pabellones se creó el estanque con idea de albergar embarcaciones pequeñas usadas en las diversas provincias del archipiélago filipino.